# Paradoxostoma bradyi
Paradoxostoma bradyi is een mosselkreeftjessoort uit de familie van de Paradoxostomatidae. De wetenschappelijke naam van de soort is voor het eerst geldig gepubliceerd in 1928 door Sars.